# Берёзовский (Алейский район)
Берёзовский — посёлок в Алейском районе Алтайского края России. Входит в состав Дружбинского сельсовета. Относится к числу труднодоступных и отдалённых местностей.

## География
Посёлок находится в центральной части Алтайского края, в лесостепной зоне, на расстоянии примерно 30 километров (по прямой) к западу-северо-западу (WNW) от города Алейск, административного центра района. Абсолютная высота — 262 метра над уровнем моря.
Климат резко континентальный. Средняя температура января −17,6ºС, июля — + 20ºС. Годовое количество осадков — 440 мм.

## История
Посёлок образован в 1930 году как отделение Алейского зерносовхоза. Официально название было дано в 1966 году, по природному признаку объекта: «Село расположено на красивой местности, в окружении берёзовых рощ».

## Население
| 1997 | 1998 | 1999 | 2000 | 2001 | 2002 | 2003 | 2004 | 2005 |
| ---- | ---- | ---- | ---- | ---- | ---- | ---- | ---- | ---- |
| 92   | ↘68  | ↘59  | ↗63  | ↗74  | ↘58  | ↘43  | ↗46  | ↘39  |
| 2006 | 2007 | 2008 | 2009 | 2010 | 2011 | 2012 |      |      |
| ↘31  | ↘29  | ↘27  | ↘20  | ↘3   | →3   | ↘2   |      |      |

Согласно результатам переписи 2002 года, в национальной структуре населения русские составляли 98 %.

## Улицы
Уличная сеть посёлка состоит из 2 улиц (ул. Гвардейская и ул. Социалистическая).